# Saccolaimus peli
Saccolaimus peli är en insektsätande småfladdermusart som beskrevs av Coenraad Jacob Temminck (1778–1858) år 1853.  Saccolaimus peli ingår i släktet Saccolaimus och familjen frisvansade fladdermöss (Emballonuridae).
Dess artnamn på engelska, Pel's pouched bat, betyder "Pels säckfladdermus", och på tyska, Pels Glattnasenfreischwanz eller der Pel-Glattnasenfreischwanz, betyder ungefär "Pels plattnäsfrisvans". Fladdermusens vetenskapliga artnamn hedrar Hendrik Severinus Pel (1818–1876), guvernör över Nederländska Guldkusten 1840–1850, men också zoologist och taxidermist.
IUCN kategoriserar arten globalt som livskraftig. Inga underarter finns listade i Catalogue of Life.

## Utseende
Arten är med en underarmlängd av 87 till 95 mm en av de största familjemedlemmarna i Afrika. Saccolaimus peli saknar hudflikar (blad) på näsan och dess svans är inte helt inbäddad i svansflyghuden.
Pälsen på ovansidan bildas hos de flesta exemplar av svarta hår med några få ljusare hår inblandade. Ett fåtal individer har mörk rödbrun päls på ovansidan och ibland förekommer vita hårspetsar vad som påminner om frost. Undersidan är främst täckt av något ljusare päls som dessutom är längre på bröstet. Ett mindre område på fladdermusens stjärt är naken. Liksom andra släktmedlemmar har arten en säckformig naken körtel över strupen. Djurets flygmembran är svart. Andra afrikanska fladdermöss med en delvis naken stjärt (Taphozous hamiltoni och Taphozous nudiventris) är betydlig mindre.
Saccolaimus peli når med svans en kroppslängd på 132 till 165 mm, en svanslängd av 26 till 42 mm och en vikt av 77 till 114 g. Den har 21 till 27 mm långa bakfötter och 22 till 27 mm långa öron. Honor är allmänt större än hannar, men små honor kan vara lättare än små hannar.

## Utbredning
Denna fladdermus förekommer i västra och centrala Afrika. Utbredningsområdet sträcker sig från Liberia till Uganda. Habitatet utgörs av regnskogar, men arten flyger vanligen ovanför trädens kronor eller vid skogens kanter.

## Ekologi
Individerna är aktiva på natten och jagar insekter. De vilar ensam eller i mindre flockar i trädens håligheter.
Även under jakten kan den bilda flockar med 12 till 30 medlemmar. På grund av artens stora ögon antas att synen spelar en betydande roll under födosöket. Dessutom används ekolokalisering. Saccolaimus peli flyger under jakten över skogsgläntor, längs vattendrag, över andra öppna ytor nära skogen och ovanför skogen. Arten börjar jakten tidigt på kvällen. Den har bland annat skalbaggar och flygande termiter som byten, men den fångar troligen även andra insekter.
Hos nära besläktade fladdermöss förekommer två parningstider per år. Antagligen har Saccolaimus peli ett liknande fortplantningssätt, men det saknas data som kan bekräfta teorin. Per kull föds en unge.